# Гинзбург, Виктор Львович
Виктор Львович Гинзбург (англ. Victor Ginzburg; род. 6 апреля 1959) — американо-российский кинорежиссёр и сценарист, клипмейкер, продюсер. Сын музыковеда Льва Гинзбурга, внук пианиста Григория Гинзбурга. Наиболее известен как режиссёр экранизаций романов Виктора Пелевина «Generation П» (2011) и «Ампир V» (2022).

## Биография
В 1974 году вместе с матерью, Эмилией Эфраимовной Лось, преподавателем французского языка, эмигрировал в США. Жил в Нью-Йорке.
В 1979 году поступил в киношколу Школу изобразительных искусств в Нью-Йорке. Его студенческая короткометражная работа «Ураган Дэвид» (Hurricane David, 1983) получила главный приз Mason Gross Film Festival в Сиракьюсе и была отмечена за создание собственного кинематографического стиля.
На третьем курсе института Гинзбург начал работать режиссёром рекламных клипов, сотрудничал с такими брендами как Visa, Coca-Cola, Procter & Gamble и другими. Параллельно с рекламой Гинзбург снимал авторские музыкальные клипы для начинающих групп, которые давали ему полную творческую свободу. В 1985 году Гинзбург снял короткометражный фильм «Alien Probe» на песню New Order «Blue Monday». В дальнейшем его видео стали попадать в ротацию MTV и других музыкальных каналов. Клип «Maybe It’s Stupid» для Боба Пфайфера был номинирован как «Лучшее музыкальное видео» в NY Film and TV Festival 1988.
После этого Гинзбург поставил более 40 видеоклипов для различных исполнителей, среди которых: Пэт Бенатар («Let’s Stay Together», 1989), Джоди Уотли («Everything», 1989), Майкл Монро («Man with No Eyes», 1990), Klymaxx («Private Party», 1990), Белинда Карлайл, Лу Рид, Робби Робертсон, Ингви Мальмстин, группа «Gorky Park» и другие.
В 1991 году Гинзбург снял серию ТВ-эпизодов для документального сериала «Real Sex» о сексуальной революции в России по заказу телеканалов HBO и Playboy. Опыт работы в рамках телевизионного жанра послужил толчком для более глубинного взгляда на эту тему. Так родился полнометражный фильм «Нескучный сад» (The Restless Garden) (1993) — экспрессионистская документальная картина, снятая на рубеже эпох и запечатлевшая последние дни советской империи через галерею женских образов, обнаженное тело и душу. Картина была показана на многих международных кинофестивалях, получила особое признание на IDFA в Амстердаме и Mostra в Сан-Паулу.. В апреле 2021 года на фестивале «Артдокфест» была показана восстановленная копия фильма Виктора Гинзбурга «Нескучный сад».
В 1995 году Гинзбург основал кинокомпанию Room в Venice Beach, CA. Компания осуществляла пост-продакшн для брендов и таких исполнителей, как P-Diddy, 50 Cent, Alicia Keys, Bob Dylan, Pink, George Michael и др.

### «Generation П»
В 2004 году Гинзбург начал работу над сценарием к фильму «Generation П», по одноимённому роману Виктора Пелевина. Съёмки начались в 2006 году в Москве. Гинзбург выступил в качестве режиссёра и продюсера фильма. Премьера фильма состоялась 14 апреля 2011 года. После первой недели проката фильм занял третье место российского бокс-офиса и стал самым кассовым российским фильмом весны-лета 2011 года.
Фильм о манипулятивной сути медиа и духовном падении «поколения Пепси» был приглашен в официальные программы десятков ведущих фестивалей мира, включая фестивали в Торонто, Варшаве, Мумбаи, Нью-Йорке, Палм-Спрингс. Получил премию «East of West Award» Международного кинофестиваля в Карловых Варах 2011.

Это фильм виртуозный, демонстрирующий последствия победы капитализма в холодной войне, его можно сравнить с легендарным фильмом «Прирождённые убийцы» Оливера Стоуна. Картина взрывная, впечатляющая. Фильм убедительно воссоздает на экране революционный период, и может похвастаться впечатляющей ценностью для истории, погружает в среду, рисует яркие зрительные образы времени.
— Peter Debruge, Variety

… «Generation П» стоит досмотреть, даже если происходящее на экране вас озадачивает. Ведь это во многом замочная скважина, сквозь которую открывается будущее всего мира.
— Joshua Rothkopf, Time Out New York

### «Ампир V»
Во время съёмок «Generation П» Гинзбург получил от Пелевина рукопись романа «Empire V» с комментарием, что в нём содержится ответ на главный вопрос «Generation P»: «Кто всем этим управляет?». По словам режиссёра, он не собирался снимать ещё один фильм по Пелевину, но эта рукопись определила его дальнейшую судьбу. В июне 2011 года Виктор Гинзбург приобрёл права на экранизацию.
Фильм «Ампир V» рассказывает о молодом человеке, обращенном в вампира. Ему открывается вселенский заговор: вампиры управляют человечеством, дирижируя обществом потребления и высасывая из людей радость, мечты и жизненную энергию. Став частью высшей касты, герой никак не может разорвать связь с людьми — ведь даже в Империи V можно потерять голову из-за любви.
Съёмки начались 17 сентября 2017 года и продолжались до 2019 года. Однако фильм не был закончен ни в 2019, ни в 2020, ни в 2021 году, что привело к конфликту Виктора Гинзбурга с другими продюсерами фильма. Фильм не получил прокатное удостоверение Минкультуры РФ, провалил ограниченный прокат в СНГ и не вышел на другие рынки. По мнению продюсера фильма И.И. Засурского, у фильма ещё есть возможность стать популярным на Западе, если Виктор Гинзбург переозвучит его на языки стран Европы и Америки, а также перемонтирует фильм и не вошедшие в него фрагменты в мини-сериал.

### «S.N.U.F.F.»
В 2023 году режиссёр начал работу над экранизацией ещё одного романа Виктора Пелевина S.N.U.F.F..

## Фильмография
- 1993 — Нескучный сад
- 2011 — Generation «П»
- 2022 — Ампир V
- 2025 — Snuff